# Przełęcz Szklarska (Sudety)
Przełęcz Szklarska (886 m n.p.m., krótko po II wojnie światowej Przełęcz Nowoświęcka, niem. Neuweltpass, czes. Novosvětský průsmyk) – przełęcz oddzielająca Karkonosze od Gór Izerskich.
Przebiega nią droga łącząca Szklarską Porębę z Harrachovem (DK3-I/10, E65), w pobliżu do 2007 położone było przejście graniczne Jakuszyce-Harrachov. Przechodzi przez nią czynna linia kolejowa nr 311: Wrocław – Jelenia Góra – Szklarska Poręba – Praga. Stacja kolejowa Szklarska Poręba Jakuszyce leżąca na przełęczy jest najwyżej położoną stacją w Polsce, znajduje się ok. 80 m wyżej od stacji Zakopane. Węzeł szlaków turystycznych.
Na północny wschód od przełęczy leży dzielnica Szklarskiej Poręby – Jakuszyce.